# Elsa Devassoigne
Elsa Devassoigne, née le 17 octobre 1969 à Schœlcher, est une athlète française spécialiste du 400 mètres.

## Biographie
Coureuse de 400 mètres, elle dispute deux jeux olympiques d'été, d'abord à Barcelone en 1992 où elle échoue en demi-finale, sa colocataire au village olympique Marie-José Pérec remportant son premier titre olympique sur la même distance.
Quatre ans plus tard, elle est de nouveau la témoin privilégiée du triomphe de « la Divine » lors des jeux olympiques d'Atlanta. Elle participe à la finale du 4x400 mètres, où la France termine à la huitième place.

## Palmarès
| Date | Compétition                   | Lieu       | Résultat | Epreuve   | Temps         |
| ---- | ----------------------------- | ---------- | -------- | --------- | ------------- |
| 1987 | Championnats d'Europe juniors | Birmingham | 3e       | 4 × 100 m | 45 s 66       |
| 1991 | Jeux méditerranéens           | Athènes    | 1re      | 4 × 400 m | 3 min 31 s 00 |
| 1993 | Jeux méditerranéens           | Narbonne   | 1re      | 400 m     | 52 s 44       |
| 1997 | Jeux méditerranéens           | Bari       | 2e       | 4 × 400 m | 3 min 30 s 62 |

Jeux olympiques d'été :
- demi-finaliste du 400 mètres des jeux olympiques de 1992 à Barcelone,  Espagne
- 8e du 4 × 400 mètres des Jeux olympiques de 1996 à Atlanta,  États-Unis

## Records
| Épreuve | Temps   | Lieu      | Date        |
| ------- | ------- | --------- | ----------- |
| 400 m   | 51 s 75 | Barcelone | 2 août 1992 |